# Claus Fasting

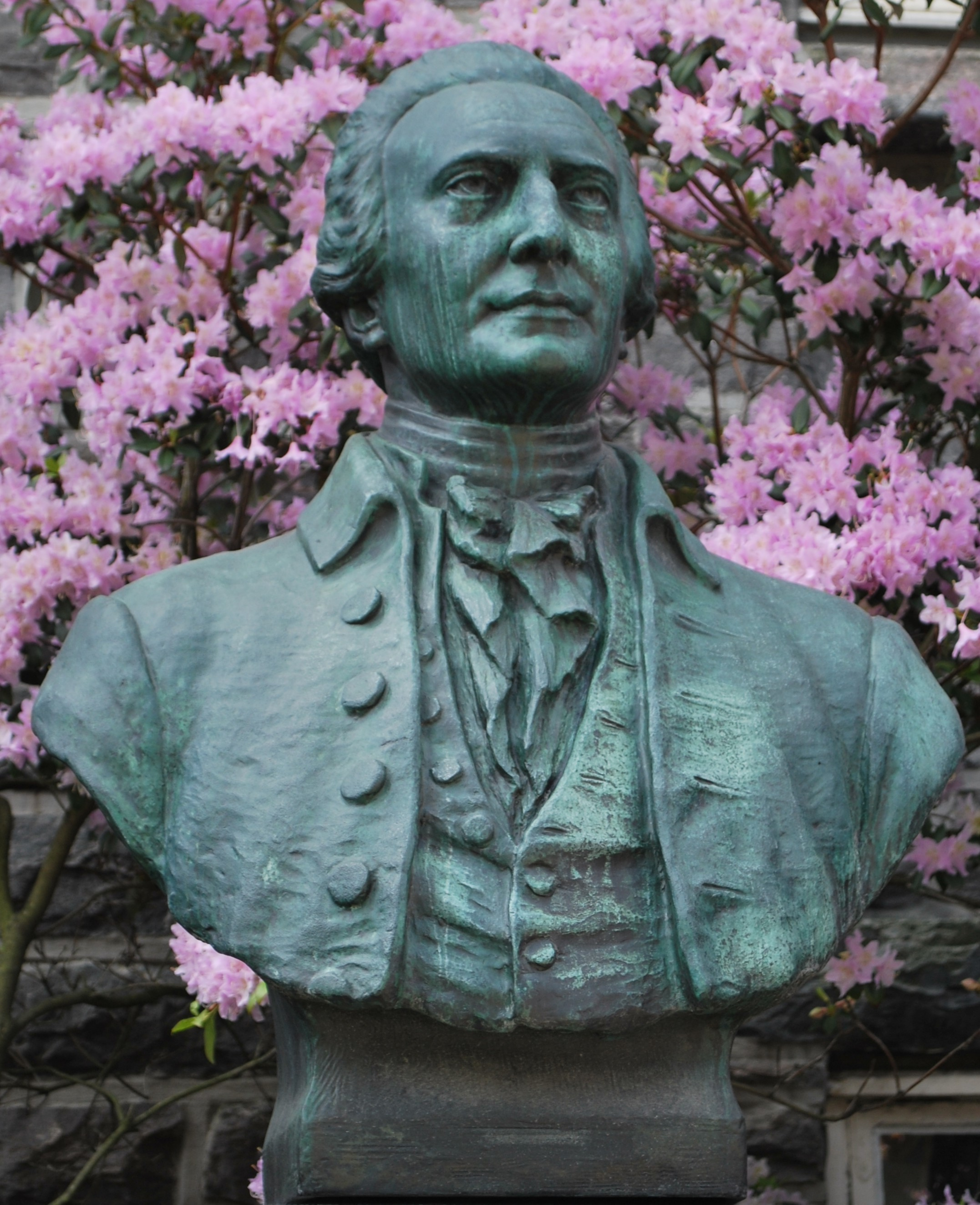
Büste des Claus Fasting von Ambrosia Tønnesen vor der Bibliothek in Bergen

Claus Fasting (* 29. Oktober 1746 in Bergen; † 25. Dezember 1791 in Bergen) war ein norwegischer Redakteur, Autor und Kritiker.

## Leben
Seine Eltern waren der Pfarrer Frederik Fasting (1718–1769) und dessen Frau Gerhardine („Gertke“) von Güllich (1716–1770). Claus Fasting blieb unverheiratet.
Fasting war eine wichtige Person im norwegischen Geistesleben am Ende des 18. Jahrhunderts und der erste norwegische moderne Prosaautor.
Fasting wurde zunächst privat unterrichtet und besuchte dann von 1759 bis 1761 die Lateinschule. 1762 bestand er in Kopenhagen das Examen in Philosophie. Danach kehrte er nach Bergen zurück. Dort studierte er privat Theologie und legte 1766 in Kopenhagen das theologische Staatsexamen ab. Nach Abschluss seiner Studienzeit blieb er in Kopenhagen, wurde Redakteur in einer kleineren Zeitung und befasste sich intensiv mit französischer und englischer Literatur und Philosophie. Außerdem lernte er Klavierspielen und wurde ein vorzüglicher Pianist. Er gab auch Klavierunterricht. 1768 kehrte er nach Bergen zurück. Dort wurde er Privatlehrer und Mitgründer des Musikvereins „Det frivillige Harmonisters Akademi“, deren Sekretär er 1777 wurde. Nach dem Tode seiner Eltern wandte er sich von der Theologie ab und kehrte 1770 nach Kopenhagen zurück. In dieser Zeit wurde er Mitglied von „Det Norske Selskab“. Nur wenige waren in der zeitgenössischen und älteren europäischen Literatur so bewandert wie er. Diese Bildung und seine treffenden Epigramme machten ihn in dieser Gesellschaft zu einer zentralen Figur. Er litt unter dauernder Geldnot, und in den 1770er Jahren verdiente er seinen Unterhalt als Privatlehrer, Übersetzer für das Theater und war Volontär im Archiv der Rentkammer. Eine Weile war er auch Sekretär bei der Lotterie.
1772 verfasste er auf eine Auslobung des königlichen Theaters für die beste Tragödie sein Stück Hermione im französischen Alexandrinerstil, die aber nicht angenommen wurde. Einige Komödien von ihm wurden ohne sonderlichen Erfolg am königlichen Theater aufgeführt. Er schrieb auch ein wenig Lyrik. Es wurde schnell deutlich, dass er kein großer Dichter war. Seinen Platz in der norwegischen Literaturgeschichte sicherte er sich durch seine Literaturkritiken und seine Prosatexte. 1773 gab er zusammen mit Freunden die Zeitschrift Kritisk Journal und 1775 bis 1776 Kritisk Tilskuer (Der kritische Zuschauer) heraus, wo er erfolglos mit beißender Satire gegen die Mittelmäßigkeit anschrieb.
1777 kehrte er nach Bergen zurück und blieb dort bis zu seinem Tod. Enttäuschungen, Schulden und seine Hypochondrie machten ihm zu schaffen. 1778 bis 1781 gab er das Provinzialblatt in vier Bänden heraus, das bis auf wenige Hefte von ihm selbst verfasst wurde. Das Blatt war unterhaltend und belehrend und befasste sich mit sehr verschiedenen Themen. Neben moralisierenden Texten finden sich auch Essays über bekannte zeitgenössische Personen, zum Beispiel über Voltaire, und viele Übersetzungen. Seine Vorbilder waren Frederik Sneedorff und der englische Spectator. In seiner Zeitschrift trat er auch für die Errichtung einer Realschule und einer Handelsschule in Bergen ein. Dabei stichelte er auch gegen Erik Pontoppidan und den Pietismus. Die Zeitschrift war sehr anspruchsvoll und fand nur wenig Publikum.
Er erhielt 1781 eine Stelle als Polizei-Staatsanwalt. Als solcher war er streng gegen jegliche Grausamkeit, insbesondere der städtischen Oberschicht gegenüber der gesellschaftlichen Unterschicht. 1783 wurde er nach unzähligen Bewerbungsschreiben stellvertretendes Magistrats-Mitglied und 1787 Magistratsmitglied, was ihm jährlich 400 Rigsdaler einbrachte. Damit war er erstmals wirtschaftlich abgesichert.
1791 startete Fasting eine neue Zeitschrift, die Provinzialsamlinger, aber es gelang ihm, nur ein Heft noch vor seinem Tode fertigzustellen. Das Heft beinhaltete im Wesentlichen Pflanzengeographie.
Sein Leben in Bergen war von einer tragischen Liebesgeschichte überschattet. Es war zwischen ihm und seiner 13-jährigen Privatschülerin Alette Sophie eine große Liebe entbrannt, doch auch deren Mutter Henrica Rohde war in ihn verliebt. Am Ende zogen Mutter und Tochter aus der Stadt, wobei sie Fasting als gefährlichen Verführer bloßstellte. Dies hinterließ bei ihm eine dauerhafte Wunde, und es wird behauptet, dass sie zu seinem frühen Tod beigetragen habe.
Fasting vermachte seine Bibliothek der Armenschule der Freikirche zur öffentlichen Benutzung. Es handelte sich um 590 Bände und umfasste ausgesuchte Werke der Philosophie, der Naturgeschichte und der Ästhetik. Die Entleiher sollten einen Schilling pro Woche für jedes Buch bezahlen.
1790 bekam er seinen ersten Gichtanfall, der sich 1791 wiederholte. An Weihnachten starb er.

## Werke
- Evander og Alcimna (eine Übersetzung von Gessners Schäferstück). 1767
- Pans Fest. 1768
- Harmonisang. Verdners Liv og Aanders Glæde. 1769
- Hermione. 1771 (wurde nicht aufgeführt)
- Kritisk Journal (zusammen mit anderen) 1773
- Kritisk Tilskuer (zusammen mit anderen) 1775–1776
- Provinzialblade. 1773–1781
- Actierne eller De Rige. 1778
- Sørgekantate ved Jens Boalths død. 1780
- Provinzialsamlinger. 1791.